# توماس إدوارد مانلي تشو
توماس إدوارد مانلي تشو هو سياسي كندي، ولد في 11 أغسطس 1874، وتوفي في 17 ديسمبر 1928. نشط حزبياً في الحزب الليبرالي الكندي. وقد انتخب عضو مجلس العموم الكندي.